# صن شاين كوست
سن شاين كوست (بالإنجليزية: Sunshine Coast)‏ أو بالعربية الشاطيء المُشمس، هي مدينة تقع في الجنوب الشرقي من ولاية كوينزلاند الواقعة شرق أستراليا. تعتبر هي أكبر عاشر مدينة أسترالية بكثرة عدد السكان، وفقاً لإحصاءات عام 2010م يُقدر عدد سكانها بـ 251,081 نسمة.

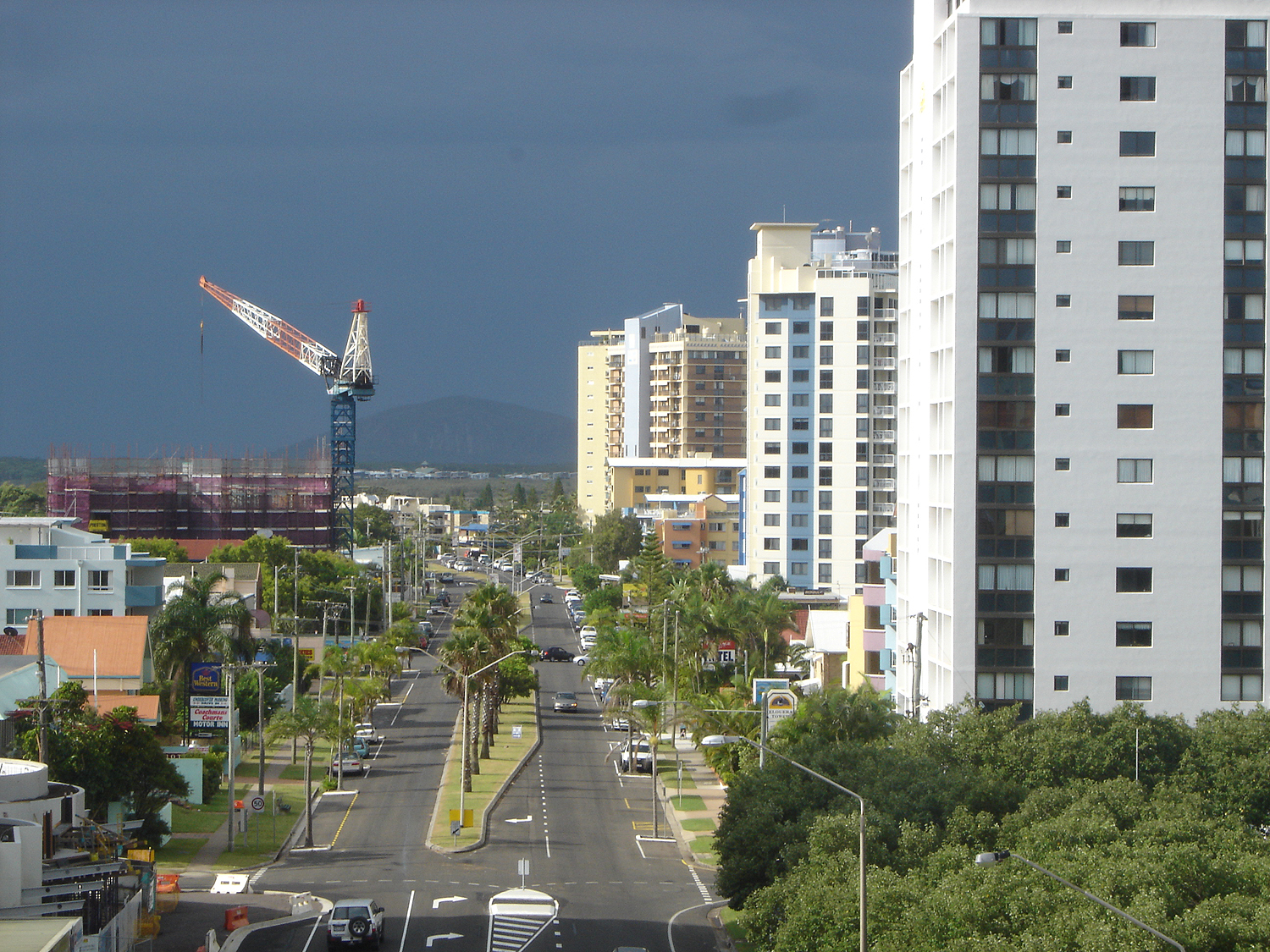
سن شاين كوست

مساحتها تُقدر بـ 462.4 كم مربع.

## المناخ
يظهر الجدول التالي التغييرات المناخية على مدار السنة لصن شاين كوست:
| البيانات المناخية لـصن شاين كوست  | البيانات المناخية لـصن شاين كوست | البيانات المناخية لـصن شاين كوست | البيانات المناخية لـصن شاين كوست | البيانات المناخية لـصن شاين كوست | البيانات المناخية لـصن شاين كوست | البيانات المناخية لـصن شاين كوست | البيانات المناخية لـصن شاين كوست | البيانات المناخية لـصن شاين كوست | البيانات المناخية لـصن شاين كوست | البيانات المناخية لـصن شاين كوست | البيانات المناخية لـصن شاين كوست | البيانات المناخية لـصن شاين كوست | البيانات المناخية لـصن شاين كوست |
| الشهر                             | يناير                            | فبراير                           | مارس                             | أبريل                            | مايو                             | يونيو                            | يوليو                            | أغسطس                            | سبتمبر                           | أكتوبر                           | نوفمبر                           | ديسمبر                           | المعدل السنوي                    |
| --------------------------------- | -------------------------------- | -------------------------------- | -------------------------------- | -------------------------------- | -------------------------------- | -------------------------------- | -------------------------------- | -------------------------------- | -------------------------------- | -------------------------------- | -------------------------------- | -------------------------------- | -------------------------------- |
| الدرجة القصوى °م (°ف)             | 41.3 (106.3)                     | 38.7 (101.7)                     | 36.2 (97.2)                      | 33.5 (92.3)                      | 29.7 (85.5)                      | 28.3 (82.9)                      | 27.7 (81.9)                      | 35.0 (95.0)                      | 34.1 (93.4)                      | 37.0 (98.6)                      | 41.0 (105.8)                     | 38.4 (101.1)                     | 41.3 (106.3)                     |
| متوسط درجة الحرارة الكبرى °م (°ف) | 28.9 (84.0)                      | 28.8 (83.8)                      | 27.9 (82.2)                      | 25.9 (78.6)                      | 23.4 (74.1)                      | 21.3 (70.3)                      | 20.9 (69.6)                      | 22.0 (71.6)                      | 24.2 (75.6)                      | 25.6 (78.1)                      | 27.1 (80.8)                      | 28.3 (82.9)                      | 25.4 (77.7)                      |
| متوسط درجة الحرارة الصغرى °م (°ف) | 21.2 (70.2)                      | 21.3 (70.3)                      | 20.0 (68.0)                      | 16.9 (62.4)                      | 13.5 (56.3)                      | 11.4 (52.5)                      | 9.5 (49.1)                       | 9.9 (49.8)                       | 12.9 (55.2)                      | 15.6 (60.1)                      | 17.9 (64.2)                      | 19.7 (67.5)                      | 15.8 (60.4)                      |
| أدنى درجة حرارة °م (°ف)           | 14.5 (58.1)                      | 14.4 (57.9)                      | 10.9 (51.6)                      | 7.3 (45.1)                       | 3.5 (38.3)                       | 1.5 (34.7)                       | −0.7 (30.7)                      | 1.4 (34.5)                       | 3.4 (38.1)                       | 7.6 (45.7)                       | 5.7 (42.3)                       | 10.0 (50.0)                      | −0.7 (30.7)                      |
| الهطول مم (إنش)                   | 154.3 (6.07)                     | 193.0 (7.60)                     | 161.4 (6.35)                     | 165.4 (6.51)                     | 157.4 (6.20)                     | 117.2 (4.61)                     | 66.4 (2.61)                      | 82.2 (3.24)                      | 57.1 (2.25)                      | 72.3 (2.85)                      | 83.6 (3.29)                      | 147.2 (5.80)                     | 1٬478٫5 (58.21)                  |
| متوسط أيام هطول الأمطار           | 10.6                             | 11.3                             | 11.4                             | 11.6                             | 10.0                             | 9.5                              | 6.8                              | 5.5                              | 5.6                              | 6.9                              | 6.7                              | 9.9                              | 105.8                            |
| متوسط الرطوبة النسبية (%)         | 70                               | 71                               | 69                               | 68                               | 65                               | 63                               | 59                               | 59                               | 63                               | 66                               | 67                               | 69                               | 66                               |
| المصدر: Bureau of Meteorology     |                                  |                                  |                                  |                                  |                                  |                                  |                                  |                                  |                                  |                                  |                                  |                                  |                                  |

## أعلام
- ميشيل لو
- لين كرين
- ديزموند فورد
- جو بويس
- توم كوكس